# جون نواه
جون نواه (بالإنجليزية: John Noah)‏ هو لاعب هوكي الجليد أمريكي، ولد في 21 نوفمبر 1927 في كروكستون في الولايات المتحدة، وتوفي في 3 سبتمبر 2015 في فارغو في الولايات المتحدة.

## وصلات خارجية
- جون نواه على موقع EliteProspects.com (الإنجليزية)
- جون نواه على موقع اللجنة الأولمبية الدولية (الإنجليزية)
- جون نواه على موقع أوليمبيديا (الإنجليزية)